# Sawahan (Rembang)
Sawahan is een bestuurslaag in het regentschap Rembang van de provincie Midden-Java, Indonesië. Sawahan telt 1504 inwoners (volkstelling 2010).